# Estadio de Arruda
El Estadio José do Rego Maciel, conocido popularmente como Arruda, es un estadio de fútbol ubicado en la ciudad de Recife, estado de Pernambuco, Brasil. Pertenece al Santa Cruz Futebol Clube y su capacidad actual es para 60 044 espectadores, siendo uno de los cinco mayores estadios brasileños.
En 1976 albergó en su totalidad del Torneo Preolímpico Sudamericano.

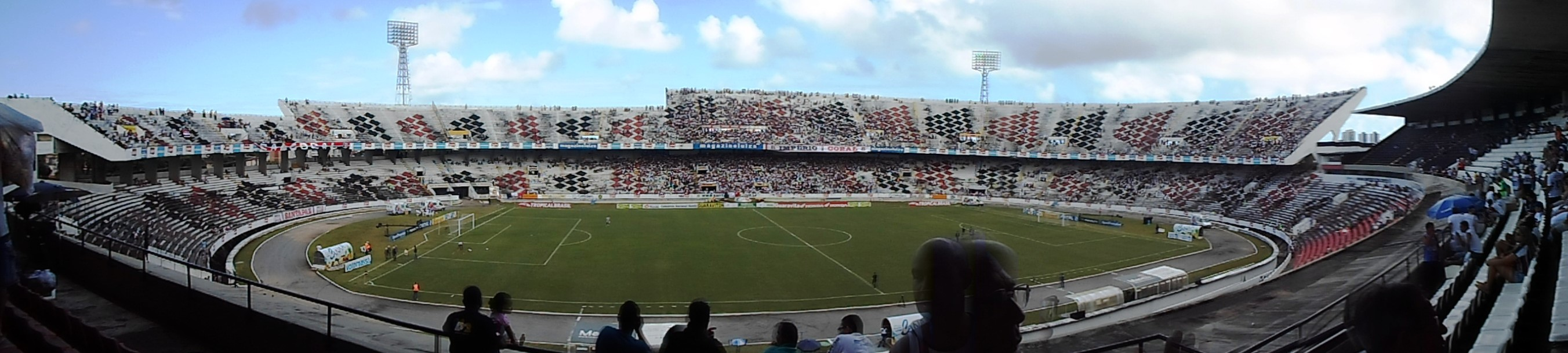
Imagen Panorámica.

## Eventos más importantes

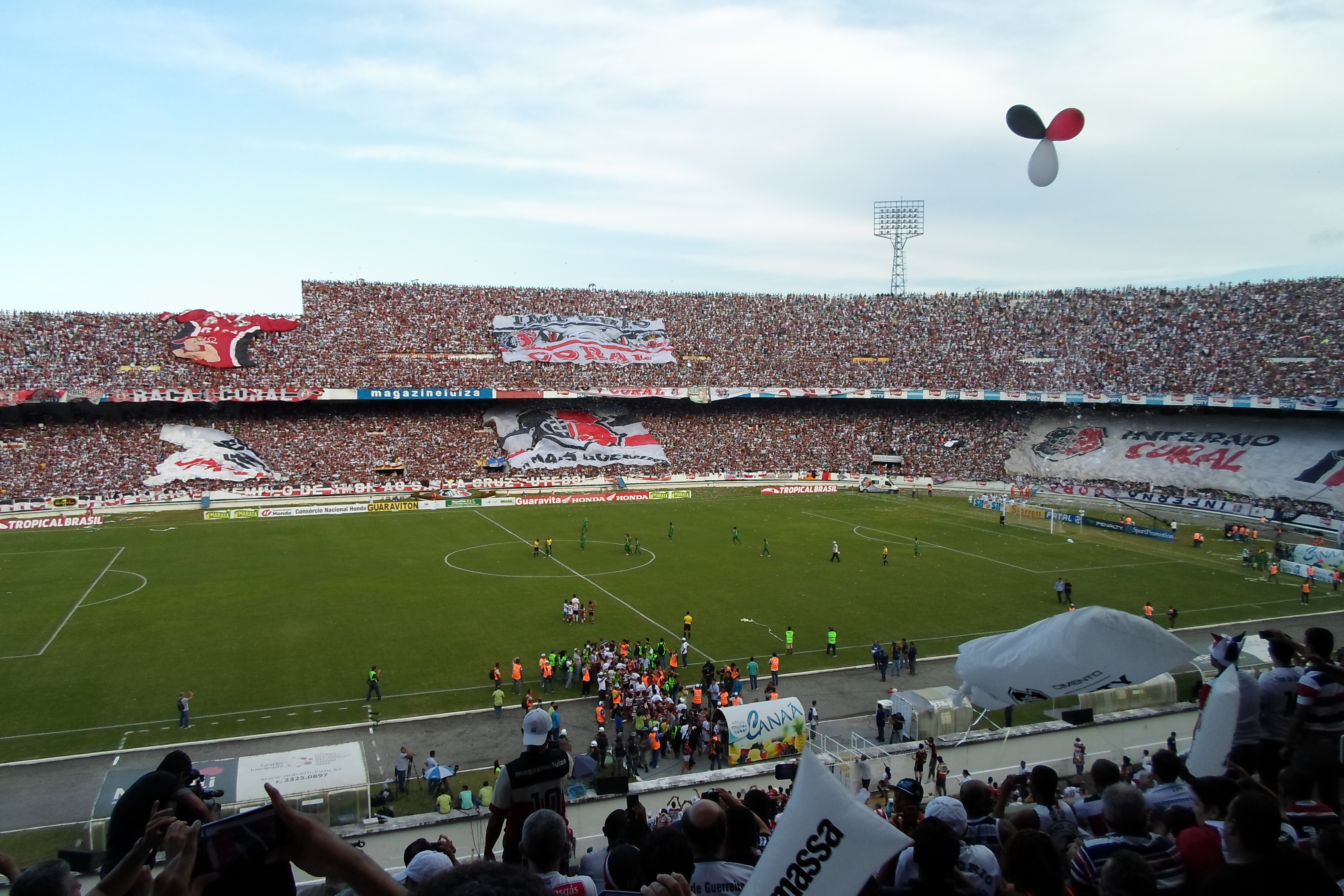
El estadio en noviembre de 2013

### Copa América 1989
- Albergó dos partidos del grupo A de la Copa América 1989.
| Fecha              | Selección #1 | Resultado | Selección #2 | Ronda                 | Espectadores |
| ------------------ | ------------ | --------- | ------------ | --------------------- | ------------ |
| 9 de julio de 1989 | Colombia     | 1 - 1     | Perú         | Primera fase, Grupo A | 60 000       |
| 9 de julio de 1989 | Brasil       | 2 - 0     | Paraguay     | Primera fase, Grupo A | 76 200       |